# Săuca
Săuca – wieś w Rumunii, w okręgu Satu Mare, w gminie Săuca. W 2011 roku liczyła 395 mieszkańców. W 1790 roku urodził się tu Ferenc Kölcsey, autor hymnu Węgier.